# Trajanus ryttarstaty
Trajanus ryttarstaty (latin: Equus Traiani) var en ryttarstaty i brons, belägen på Trajanus forum i antikens Rom. Denna kolossalstaty var förmodligen inspirerad av Domitianus ryttarstaty på Forum Romanum och stod i sin tur som förebild för Marcus Aurelius ryttarstaty. Trajanus ryttarstaty var omkring 10–12 meter hög.